# Stardust Promotion
Pour les articles homonymes, voir Stardust.
Stardust Promotion (スターダストプロモーション) est une agence artistique japonaise, active dans les domaines de la musique, des magazines périodiques, du cinéma et de l'audiovisuel. Stardust Promotion gère des actrices comme Yūko Takeuchi (célèbre pour le film « Be with You » (en)), Miki Nakatani (« Densha otoko ») et Kō Shibasaki (« Crying Out Love in the Center of the World »), artistes musicaux comme Momoiro Clover Z et Shiritsu Ebisu Chugaku et a aussi son propre label de disques indépendant.

## Artistes musicaux
- Dish
- Lena Fujii
- Momoiro Clover Z
- Shiritsu Ebisu Chugaku
- STARRY PLANET☆
- Tacoyaki Rainbow
- Team Syachihoko
- YUI

## Acteurs
- Katsuki Mori